# Vitold Rek
Vitold Rek, właściwie Witold Eugeniusz Szczurek (ur. 18 października 1955 w Rzeszowie) – polski muzyk mieszkający na stałe w Niemczech, kontrabasista, kompozytor i pedagog. Łączy w swojej grze tradycję jazzową z elementami muzyki poważnej i ludowej.

## Życiorys
Jest absolwentem Akademii w Krakowie w klasie kontrabasu. W 1975 otrzymał na konkursie Jazz nad Odrą wyróżnienie indywidualne w kategorii solistów. W 1977 został basista zespołów Jana Ptaszyna Wróblewskiego, a latach 1978-81 zespołu Sun Ship. Pod koniec lat siedemdziesiątych rozpoczął wieloletnią współpracę z Tomaszem Stańką, która była niezwykle ważnym etapem jego kariery. Od roku 1984 prowadził własne zespoły: Basspace i The Spark. W ankiecie Jazz Forum zwyciężył w kategorii kontrabas w 1986 i 1988. 
Od końca lat osiemdziesiątych mieszka i pracuje w Niemczech – kontynuuje swoją działalność jako kontrabasista, kompozytor i producent. Vitold Rek jest docentem w klasie kontrabasu jazzowego w Hochschule für Musik we Frankfurcie nad Menem i w Hochschule für Musik w Moguncji.

## Dyskografia
Mniejszą czcionką podano artystów współtworzących album, zaś w nawiasach wytwórnie.
- 1978, Flyin’ Lady Jan Pt. Wróblewski Quartet (Muza)
- 1979, Live at Aquarium Sun Ship (Poljazz)
- 1979, Follow Us Sun Ship (Muza)
- 1982, Tomasz Stańko Tomasz Stańko (Poljazz)
- 1982, Music 81 Tomasz Stańko (Muza)
- 1983, C.O.C.X. Tomasz Stańko (Pronit)
- 1984, Lady Go… Tomasz Stańko (Muza)
- 1984, Basspace Basspace (Poljazz)
- 1985, Basspace 555555 Basspace (Muza)
- 1986, Freelectronic Tomasz Stańko (Poljazz)
- 1986, Peyotl Tomasz Stańko (Poljazz)
- 1986, The Spark solo (Poljazz)
- 1987, Freelectronic: The Montreux Performance Tomasz Stańko (ITM 0023)
- 1987, Condemned to Life Olga Szwajgier (Muza)
- 1989 Tomasz Stańko Polish Jazz vol. 8 (PN Muza)
- 1991, Acoustic Stanisław Soyka (Zic Zac)
- 1992, Family Jewels Family of Percussion & Friends (Jazz Network 66.667)
- 1992, Satisfaction John Tchicai (Enja 7033-2)
- 1993, Mozambique Meets Europe Family of Percussion & Friends (B+W031; Wielka Brytania)
- 1993, Art of the Duo Vol.1 John Tchicai (Enja 8008-2)
- 1993, Jazzz Peter Giger (B+W029; Wielka Brytania)
- 1994, Elvira Plenar – Vitold Rek Elvira Plenar (Bellaphon CDLR 45089)
- 1996, Mondspinner Christof Lauer & Ralf Hübner (Free Flow Music 0796)
- 1998, Das Erik Satie Projekt Fritz Hartschuh Quartet (Konnex KCD 5086)
- 1998, On Remote Patrol Michael Baird (SWP 004)
- 1998, Live at the St. Ingbert Jazz Festival 1997, Niemcy East West Wind (Taso TMP 501)
- 1999, Bassfiddle alla polacca (Taso TMP 503)
- 2001, 2 x 2 John Tchicai, Vitold Rek, Karl Berger (Taso TMP 505)
- 2002, The Polish Folk Explosion (Taso TMP 507)
- 2002, Die Erde, das singende Brot Johann P. Tammen (Taso TMP 401)
- 2003, Opus absolutum Charlie Mariano (Taso TMP 509)
- 2005, Cathedral vol. 1 Charlie Mariano & Vitold Rek feat. Peter Reiter (Taso TMP 611)
- 2007, Home Vitold Rek & EastWestWind feat. Jarosław Bester i Ramesh Shotham (Taso TMP 515)
- 2008, 1970 1975 1984 1986 1988 Tomasz Stańko (Metal Mind Productions)